# Улица Пржевальского (Москва)
У́лица Пржева́льского — улица в районе Очаково-Матвеевское Западного административного округа города Москвы. Проходит параллельно улице Марии Поливановой от улицы Наташи Ковшовой до Озёрной улицы. Пересекает Большую Очаковскую улицу.

## История
В посёлке Очаково называлась улицей Горького. После присоединения к Москве в целях устранения одноимённости в 1961 году улица переименована в честь русского путешественника, географа, натуралиста, руководителя экспедиции в Уссурийский край и нескольких экспедиций в Центральную Азию Николая Михайловича Пржевальского (1839—1888). Впервые описал природу многих её районов. Собрал уникальные коллекции растений и животных, впервые описал дикого верблюда и дикую лошадь (известную ныне как Лошадь Пржевальского), медведя-пищухоеда.
Мемориальная доска утрачена при сносе старых домов возле станции Очаково.

## Здания и сооружения
По обеим сторонам улицы расположены жилые дома постройки от 1940-х до 2000-х годов. Имеются банки, почтовое отделение, продовольственные и другие магазины. Две автобусные остановки (в том числе конечная «Станция Очаково»).

## Транспорт
- Станция метро «Озёрная».
- Станция Очаково (50 м).
- По улице от станции метро «Озёрная» проходят автобусы 226, 630, 699, 785 до конечной остановки «Станция Очаково». Также на Большой Очаковской улице расположена остановка «Улица Пржевальского» автобусов 120, 187, 187к, 329, с17.

## Галерея

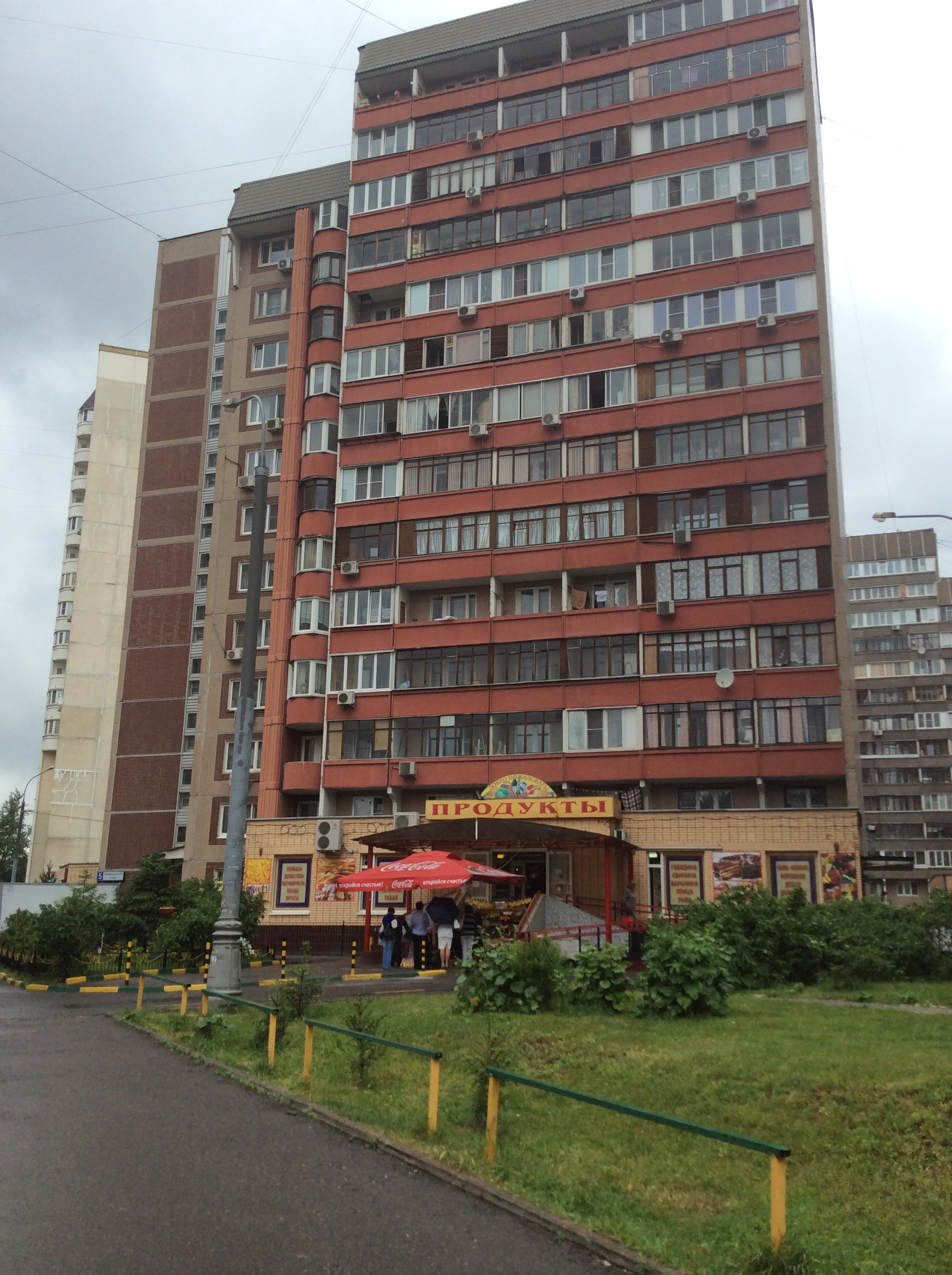
Продуктовый магазин
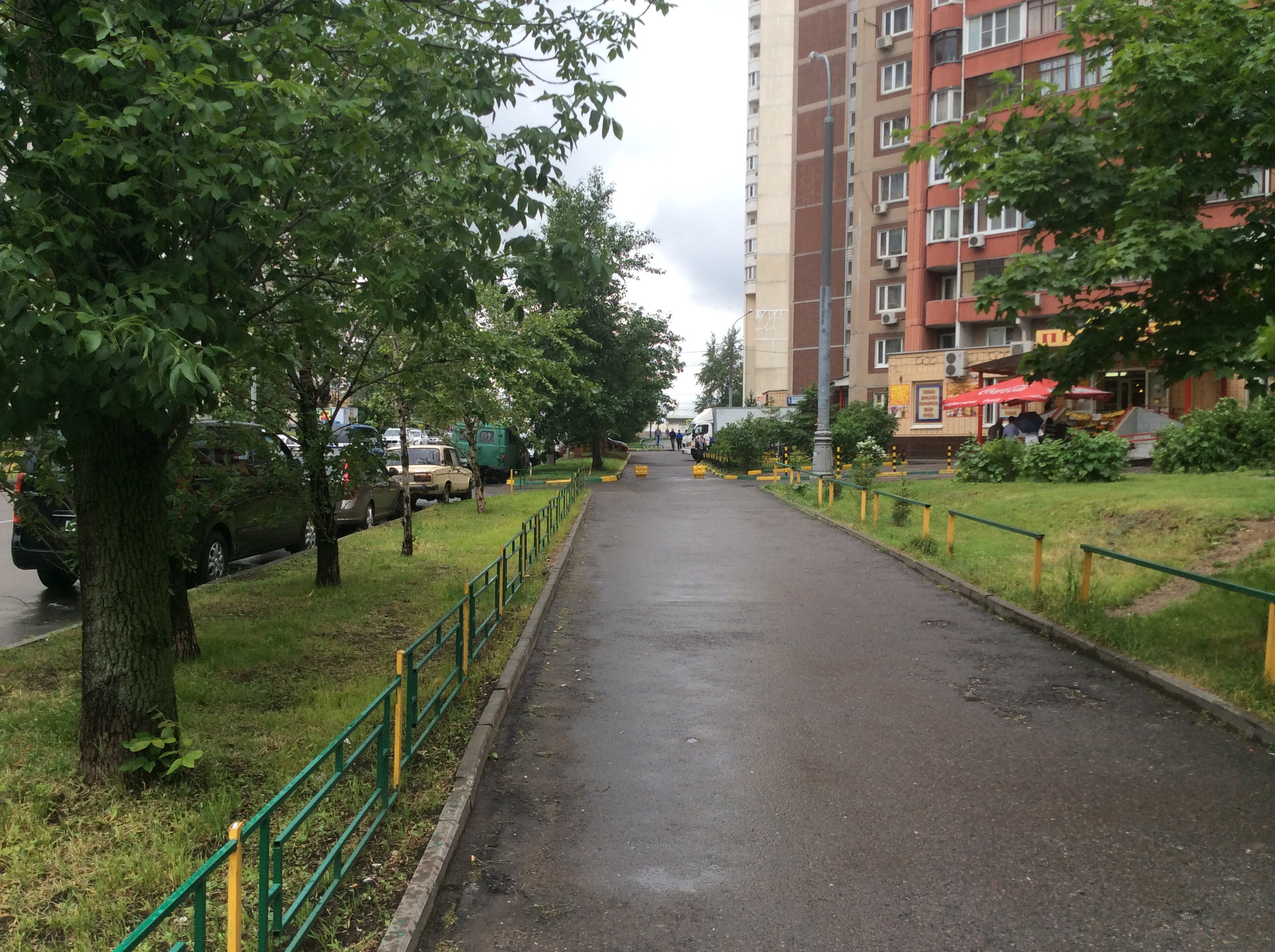
Вид от перекрёстка с Большой Очаковской к станции
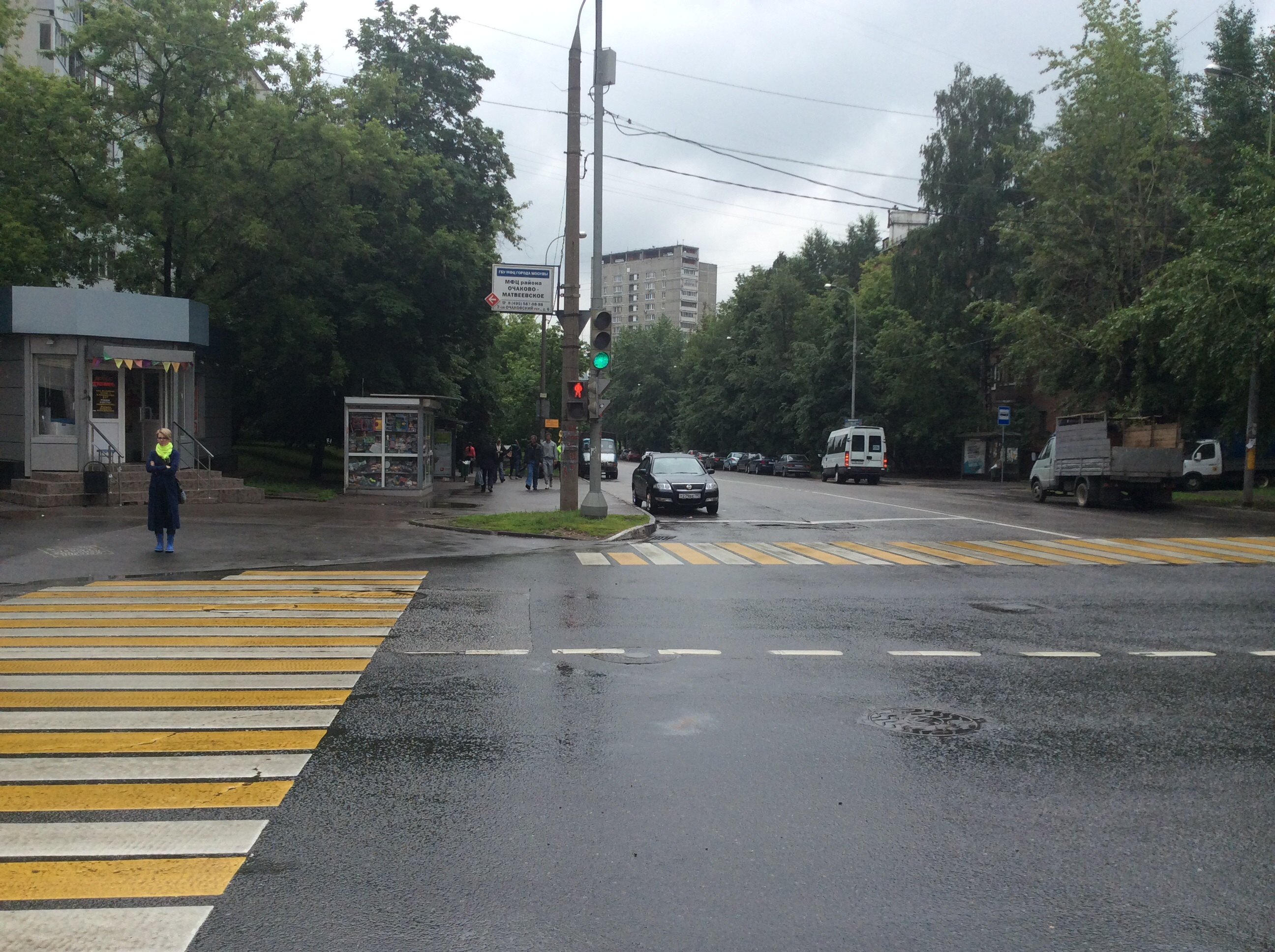
Вид от перекрёстка от станции
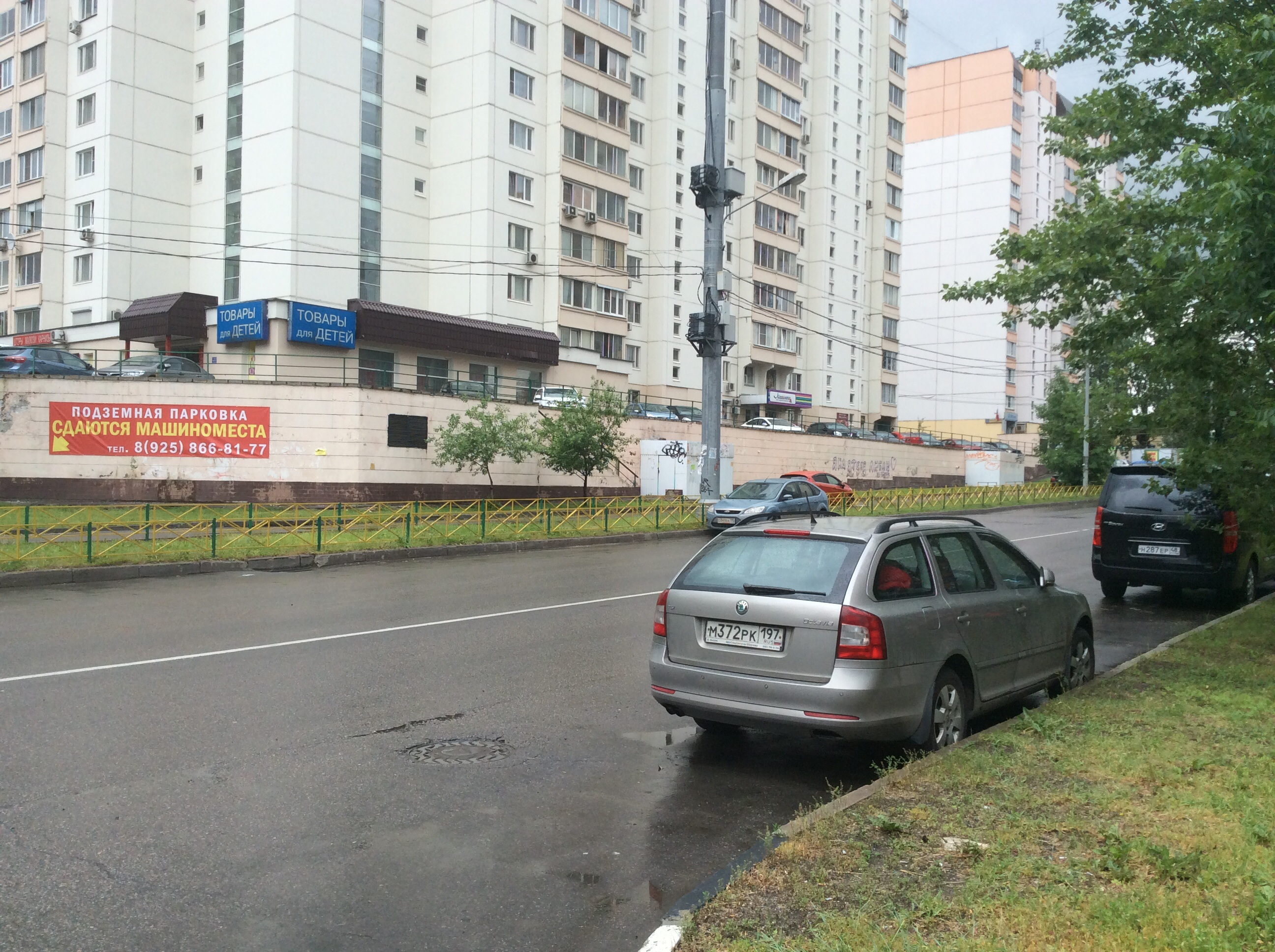
Дом 28 корпус 1 на Большой Очаковской